# Krasnyj Oktjabr' (Oblast' di Saratov)
Krasnyj Oktjabr' (in russo Красный Октябрь?; tradotto in italiano: Ottobre Rosso) è un insediamento di tipo urbano dell'oblast' di Saratov, in Russia. Dal 1º gennaio 2022 fa parte del circondario urbano di Saratov. Precedentemente faceva parte del distretto Saratovskij.
Il villaggio si trova 18 km a ovest della città di Saratov.